# Tolkning (översättning)
Tolkning är ett sätt att möjliggöra muntlig eller teckenspråkig kommunikation mellan människor som behöver kommunicera med varandra men inte har ett gemensamt språk att samtala på. Tolkens huvudsakliga uppgift är att i realtid återge muntliga yttranden, eller yttranden på teckenspråk, på ett annat talat språk eller teckenspråk. I samtal har tolkars yttranden två funktioner. Förutom att återge det som just sagts på ett annat språk bidrar det till att deltagarna kan samordna själva samtalandet. De flesta tolkyttranden är implicit samordnande, mendan vissa är explicit samordnande, som t.ex. när tolkar ber om upprepning eller ber om utrymme för att tolka. Tolkning kan alltså ses både som att arbeta med talad eller tecknad text, och som samspel mellan personer som talar och/eller tecknar på olika språk. 

## Tolkningstekniker
Det finns olika sätt att tolka, som lämpar sig i olika situationer.
Konsekutivtolkning är en tolkningsteknik där principen är att talare och tolk yttrar sig en i taget. Tolken lyssnar på det som sägs på det ena språket och gör därefter en återgivning på det andra språket, ofta med hjälp av stödanteckningar.  Man skiljer ibland mellan lång konsekutivtolkning, när en talare kan tala kontinuerligt under flera minuter av t.ex. ett föredrag innan tolken gör sin återgivning, och kort konsekutivtolkning eller dialogtolkning när ordet växlar mer frekvent mellan talare och tolk under t.ex. ett läkar-patientsamtal. Konsekutivtolkning är vanlig vid tolkning i offentlig sektor och militärtolkning. Den kräver ingen utrustning i form av tolkkabiner som är vanligt vid simultantolkning, men ställer stora krav på tolkens minneskapacitet och koordineringsförmåga. Forskning om konsekutivtolkning har bedrivits av bland andra Cecilia Wadensjö, Birgitta Englund Dimitrova, Natacha Niemants, Sabine Braun, Claudia Angellelli, Sandra B. Hale och Laura Gavioli.
Simultantolkning är en tolkningsteknik där talare och tolk yttrar sig samtidigt. Tolken lyssnar på det som sägs på det ena språket och gör samtidigt en återgivning på det andra språket. Simultantolkning är vanlig vid teckenspråkstolkning och vid internationella konferenser där flera språk talas. Det är tidsbesparande eftersom tolkningen genomförs utan de pauser som är nödvändiga vid konsekutivtolkning. Tekniken kräver i fråga om talade språk som regel elektronisk utrustning i form av mikrofoner och hörsnäckor samt en ljudisolerad kabin som tolken sitter i, så att tolken slipper bli störd av både talaren och lyssnaren. Simultantolkning med elektronisk utrustning genomfördes första gången under Nürnbergrättegångarna (1945–1949).
Konferenstolkens val av språkinriktning bör bygga på tolkens bästa språk, så att tolkning sker till modersmålet eller det så kallade A-språket, som är det språk man behärskar bäst, skriver Hanne Skaaden i Den tvåpartiska tolken (2017). Forskning om simultantolkning har bedrivits av bland andra Barbara Moser-Mercer, Bistra Alexieva, Franz Pöchhacker, Elisabet Tiselius och Gelij Tjernov.

## Tolkning i offentlig sektor
Med tolkning i offentlig sektor (även kallat kontakttolkning) i Sverige menas tolkning mellan icke svenskspråkiga privatpersoner, t.ex. asylsökande eller nyanlända, och svenskspråkiga fackpersoner inom framför allt migration, vård, rättsväsende och socialtjänst. Förvaltningslagen föreskriver att en myndighet ska använda tolk när myndigheten har kontakt med någon som inte behärskar svenska. Tolkningen sker framför allt som dialogtolkning (se stycket Tolkningstekniker - Konsekutivtolkning) mellan t.ex. patient och läkare, men även ibland som simultantolkning, särskilt i domstol. Sedan början på 1990-talet tillhandahålls myndigheternas tolktjänster främst av privata språkföretag efter upphandling. Kammarkollegiet ger ut yrkesetiska regler för tolkar i offentlig sektor kallade God tolksed, auktoriserar tolkar i offentlig sektor, är tillsynsmyndighet för auktoriserade tolkar och upprätthåller ett tolkregister över auktoriserade och utbildade tolkar. Utbildning på högskolenivå för tolkar i offentlig sektor finns vid Stockholms universitet (Tolk- och översättarinstitutet) och Lunds universitet. Inom folkbildningen finns utbildningar för tolkar i offentlig sektor (här kallat kontakttolkar) på Region Uppsala folkhögskola och Härnösands folkhögskola, liksom på olika studieförbund, med Myndigheten för yrkeshögskolan som ansvarig myndighet.
Att tolka i jagform är ett vanligt uttryck inom tolkning i offentlig sektor. Med jagform i tolkning menas då att tolkens återgivningar görs som direkt anföring, som om yttrandet kom från tolken själv. Med detta arbetssätt kan en tolk återge yttrandet "My name is John" med "Jag heter John", och inte med t.ex. "Han säger att han heter John".

## Konferenstolkning
Benämningen konferenstolkning syftar oftast på tolkning mellan företrädare för olika länder, företag eller organisationer i en internationell miljö, t.ex. inom FN eller EU. Tolkning sker som regel som simultantolkning, inte sällan med förberedda manuskript eller talepunkter som underlag, och med tolkarna placerade i särskilda tolkkabiner och försedda med elektronisk utrustning. Även konsekutivtolkning (se stycket Tolkningstekniker) förekommer. AIIC, International Association of Conference Interpreters, är en internationell sammanslutning för konferenstolkar. Utbildning i konferenstolkning finns på Stockholms universitet (Tolk- och översättarinstitutet).

## Teckenspråkstolkning
Teckenspråkstolkning i Sverige innebär vanligen tolkning mellan svenskt teckenspråk och (talad) svenska. Sådan tolkning tillhandahålls genom offentlig finansiering på flera områden. Förvaltningslagen föreskriver att en myndighet ska använda tolk när myndigheten har kontakt med någon som inte behärskar svenska, och Hälso- och sjukvårdslagen reglerar skyldigheten att vid behov tillhandahålla teckenspråkstolkning inom vården. Tolkning sker mellan teckenspråkiga privatpersoner och svenskspråkiga fackpersoner inom bl.a. migration, vård, rättsväsende och socialtjänst, mellan teckenspråkiga och svenskspråkiga privatpersoner eller anställda vid arbetsplatsträffar, vigsel, jordfästning e.d., mellan teckenspråkiga och svenskspråkiga elever och lärare inom utbildningsväsendet. Teckenspråkstolkning förekommer vidare inom bl.a. kultur och media. För dövblindtolkning används taktilt teckenspråk. Teckenspråkstolkning sker som regel som simultantolkning (se stycket Tolkningstekniker). STTF, Sveriges Teckenspråkstolkars Förening, är en intresseorganisation för teckenspråkstolkar i Sverige vilken också tagit fram yrkesetiska riktlinjer för teckenspråkstolkar. Kammarkollegiet auktoriserar teckenspråkstolkar, är tillsynsmyndighet för auktoriserade teckenspråkstolkar och upprätthåller ett register över auktoriserade och utbildade tolkar. Utbildning på högskolenivå av teckenspråkstolkar finns vid Stockholms universitet (Tolk- och översättarinstitutet) och inom folkbildningen vid Västanviks folkhögskola och Fellingsbro folkhögskola.

## Militärtolkning
Benämningen militärtolkning syftar vanligen på tolkning mellan företrädare för två eller flera länders försvarsmakter, eller mellan företrädare för ett eller flera länders försvarsmakter och privatpersoner från ett annat land i t.ex. ett konfliktområde. Militärtolkar i Sverige utbildas vid Försvarets tolkskola och tjänstgör som reservofficerare. I militärtolkarnas arbetsuppgifter ingår både tolkning och översättning, och även t.ex. mediebevakning. Befälsföreningen Militärtolkar är en intresseförening för militärtolkar och annan militär språkpersonal.

## Skillnad på tolkning och översättning
Tolkar arbetar oftast med det talade språket eller med teckenspråk, till skillnad från översättare som arbetar med skrivet språk. Översättare får dessutom mer tid till att arbeta igenom den skrivna källtexten och kan till exempel slå i ordböcker eller fråga om råd när det gäller den måltext som ska produceras, medan tolkar arbetar i realtid under pågående samtal eller föredrag. För tolkning gäller alltså omedelbarhet.          
I den mån tolkar arbetar med skriven text brukar detta benämnas avistatolkning, som innebär att tolken läser en text som är skriven på ett språk, och tolkar den omedelbart, muntligen, till ett annat.        

## Tolkning som översättning – tolkning som samspel
Tolkning avgränsas på olika sätt som forskningsobjekt. Grovt räknat kan forskning om tolkning delas in i studier med fokus på tolkning som en typ av översättning, och tolkning som en form för kommunikativt samspel där översättning är en karaktäristisk, men inte den enda definierande delen. 
Franz Pöchhacker, tolkforskare vid universitetet i Wien föreslår följande definition, som stämmer med den förstnämnda traditionen. "Tolkning är en form av Översättning där en första och slutlig återgivning på ett annat språk produceras på grundval av en engångspresentation av ett yttrande på källspråket" (I det engelska originalet: "Interpreting is a form of Translation in which a first and final rendition in another language is produced on the basis of a one-time presentation of an utterance in a source language"(fetstil i originalet).) I Pöchhackers definition skrivs Översättning (Translation) med stort T och avser översättning i generisk bemärkelse. Definitionen betonar omedelbarhet och flyktighet, något som typiskt skiljer tolkars verksamhet från det översättare gör med skrivna texter. Definitionen betonar dock inte muntlighet, vilket innebär att den är möjlig att tillämpa för studier av tolkning som översättning mellan såväl talade som tecknade språk. I Pöchhackers definition är tolkning alltså detsamma som att producera återgivningar, vilket innebär att tala via tolk förstås som att producera tal på ett källspråk, som ska utgöra underlag för tolkens återgivningar på ett målspråk. Källspråk och målspråk är översättningsvetenskapliga termer för språk som någon översätter från respektive till. Denna definition används traditionellt i studier av konferenstolkning, där en talare talar ett språk och tolken ett annat. 
Forskare som studerar tolkning som samspel utgår från att tolkar dels återger vad andra sagt (eller tecknat), fast på ett annat språk, dels samordnar kommunikation mellan parter som inte kan eller vill tala varandras språk. Samordnandet sker huvudsakligen implicit, i och med att tolkar som regel tar eller ges varannan samtalstur. Ibland sker samordningen explicit, t.ex. genom att tolkar ber om upprepning eller ber personer som talar samtidigt om att respektera turtagningen. Genom att utgå från definitionen tolkning som samspel undersöker forskare såväl tolkade samtals innehåll som deras progression. Såväl innehåll som progression är beroende av hur tolkar återger vad som sagts och när, liksom hur tolkar levererar sina återgivningar. Innehållet och progressionen är även beroende av hur de enspråkiga formulerar sig – tal kan vara avsett både för att bidra till samtalet och för att organisera samtalet – samt hur de förhåller sig till varandra och till tolken – vem eller vilka de vänder sig till som samtalspartners. Definitionen 'tolkning som samspel' öppnar för studier av såväl talproduktion som av deltagarnas (inklusive tolkens) meningsskapande baserat också på andra kommunikativa resurser (artefakter, gester, kroppsorientering, röstvolym, blickriktning, m.m.). Denna definition av tolkning används huvudsakligen i studier där deltagare talar olika språk och tolkar växlar mellan dessa.